# Интензитет на светлината
Интензитетът на светлината е физична величина, една от основните фотометрични величини. Характеризира големината на светлинната енергия, пренасяна в определена посока за единица време. Количествено е равна на съотношението на светлинния поток, разпространяващ се в елементарен пространствен ъгъл, спрямо този ъгъл. SI единицата за интензитет на светлината е кандела (cd).
{\displaystyle I_{v}={\frac {d\Phi _{v}}{d\Omega }}.}

## Връзка с други величини
Интензитетът на светлината не бива да се бърка с друга фотометрична величина – светлинен поток, който представлява общата енергия, излъчвана във всички посоки. Интензитетът на светлината е измерваната енергия на единица пространствен ъгъл. Ако една лампа има крушка, излъчваща 1 лумен равномерно в лъч от 1 стерадиан, тогава лъчът би имал интензитет на светлината от 1 кандела. Ако лъчът се концентрира в 1/2 стерадиан, тогава източникът би имал интензитет на светлината от 2 кандела. Полученият лъч е по-тесен и по-ярък, въпреки че светлинният поток е същият.
Интензитетът на светлината е различен от интензитета на излъчване, което е съответстващата физична величина в областта на радиометрията.

## Приложение
Интензитетът на светлината за монохроматична светлина с определена дължина на вълната λ се изразява чрез:
{\displaystyle I_{\mathrm {v} }=683\cdot {\overline {y}}(\lambda )\cdot I_{\mathrm {e} }}
където
Iv е интензитетът на светлината в кандела (cd),
Ie е интензитетът на излъчване във ватове на стерадиан (W/sr),
{\displaystyle \textstyle {\overline {y}}(\lambda )} е стандартната функция на светлинната ефективност на монохроматичното излъчване.
Ако има повече от една дължина на вълната (което обикновено е случаят), трябва да се сумира или да се интегрира върху спектъра на дължините на вълната, за да се получи интензитета на светлината:
{\displaystyle I_{\mathrm {v} }=683\int \limits _{380~nm}^{780~nm}{\overline {y}}(\lambda )\cdot {\frac {dI_{\mathrm {e} }(\lambda )}{d\lambda }}\,d\lambda .}